# Stéphan Tremblay
Pour les articles homonymes, voir Tremblay.
Stéphan Tremblay, né le 4 novembre 1973  à Alma, est un pilote d'avion et homme politique québécois. Il est un ancien député du Parti québécois et du Bloc québécois.

## Biographie
Il complète en 1994 un diplôme en sciences de la nature au Collège d'Alma ainsi qu'une formation de pilote professionnel. Après trois saisons comme pilote de brousse chez Expéditair, il cumule plus de 1000 heures de vol principalement sur un hydravion de type Beaver DHC-2. Il est élu député bloquiste pour la première fois à une élection partielle fédérale en 1996 dans l'ancienne circonscription de Lac-Saint-Jean-Saguenay. Il devient ainsi, à l'âge de 22 ans, l'un des plus jeunes députés à avoir siégé à la Chambre des communes du Canada.
Il y exerce principalement, en plus de représenter ses électeurs, les fonctions de porte-parole du Bloc québécois en matière de la Formation et de la Jeunesse ainsi qu'en matière de Mondialisation et de Coopération internationale. Il est réélu en 1997 et 2000. En 1998, il se démarque par un geste symbolique devant les médias présent à la Chambre des communes en sortant sa chaise de député dehors dans le but de soulever un débat de société quant à la capacité du pouvoir politique de réduire les écarts de richesse dans un contexte de mondialisation.
En 2002, il fait le saut en politique provinciale. Ainsi, il représente le Parti québécois à l'élection partielle du 17 juin 2002, qu'il gagne de justesse face à une vague ADQ. Il est réélu plus facilement aux élections générales du 14 avril 2003. Sa principale fonction à titre de député de Lac-Saint-Jean demeure celle de porte-parole officiel de l'opposition en matière d'environnement.
En août 2004, il survit miraculeusement à un accident d'hydravion au-dessus de la rivière Petite-Décharge à Alma : l'engin dans lequel il prenait place avait accroché au passage un des câbles bornés incorrectement reliant les pylônes électriques de part et d'autre de la rivière.
Il annonce le 11 octobre 2006 son intention de ne pas se représenter aux prochaines élections générales provinciales de 2007 et de quitter la vie politique à seulement 32 ans pour pouvoir consacrer plus de temps à sa jeune famille. Le fait d'avoir servi deux mandats au fédéral et deux mandats au provincial lui assure tous les avantages sociaux destinés aux politiciens retraités des deux paliers de gouvernement. Il a 3 enfants avec Julie Bureau.
Il est le concepteur de Igloft, un type de résidence touristique sur les glaces du Lac-Saint-Jean. En 2009, il démarre une entreprise spécialisée en bioénergie solide RéchaulogiQ aujourd'hui fusionnée avec Boutique Décor Chaleur. Après avoir été animateur de radio à Planète 104,5 en 2010, il est depuis ce temps, animateur de l'émission d'affaires publiques régionales Mise à Jour sur les ondes de MaTv Vidéotron.
Depuis 2011, il est directeur du Marché Carbone chez Mallette. En 2013, il a terminé sa maîtrise en développement régionale spécialisée en bioénergie.